# Ribbesford
Ribbesford – wieś w Anglii, w hrabstwie Worcestershire, w dystrykcie Wyre Forest. Leży 21 km na północ od miasta Worcester i 179 km na północny zachód od Londynu. Miejscowość liczy 237 mieszkańców.